# 范坚 (1960年)
范坚（1960年12月—），安徽怀宁人，汉族，中华人民共和国官员，安徽师范大学汉语言文学专业本科毕业，拥有工商管理硕士学位。
1989年2月加入中国共产党，同年8月参加工作。历任安徽省税务局征收管理处科员、秘书、副处长、政策法规处处长、国家税务局征收管理司秘书处副处长、征收管理司综合制度处处长、国家税务总局征收管理司副司长、征收管理司司长、纳税服务司司长。2010年6月任江苏省国家税务局党组书记及局长，2011年11月当选中共江苏省第12届委员会委员。2012年10月调回国家税务总局，任总审计师。2013年7月任国家税务总局总会计师，2014年10月任国家税务总局总经济师，2014年11月任国家税务总局党组成员、总经济师。2016年1月29日，中纪委通报其严重违纪，受到开除党籍及行政撤职处分，降为副处级非领导职务。